# Anthony Bedoya
Anthony Bedoya (n. Guayaquil, Ecuador; 26 de enero de 1996) es un futbolista ecuatoriano. Juega de defensa y su equipo actual es El Nacional de la Serie A de Ecuador.

## Trayectoria
En 2021 fue suspendido por tres meses por parte de la comisión disciplinaria de la Federación Ecuatoriana de Fútbol debido a las declaraciones sobre supuestos sobornos en un partido de la LigaPro en la temporada 2020, lo cual no pudo ser comprobado.
En febrero de 2021 es oficializado por el Azuriz Futebol Clube de la Campeonato Paranaense de Brasil, siendo esta su primera experiencia internacional. Para la segunda mitad de 2021 llega a Guayaquil City para disputar la Serie A.

## Estadísticas

### Clubes
Actualizado al último partido disputado el 15 de agosto de 2025.
| Club                    | País          | Años          | Partidos | Goles |
| ----------------------- | ------------- | ------------- | -------- | ----- |
| Toreros F. C.           | Ecuador       | 2008-2012     | 0        | 0     |
| Independiente del Valle | Ecuador       | 2013-2015     | 0        | 0     |
| Toreros F. C.           | Ecuador       | 2016          | 18       | 5     |
| Barcelona S. C.         | Ecuador       | 2017          | 1        | 0     |
| Deportivo Cuenca        | Ecuador       | 2018-2019     | 47       | 1     |
| Aucas                   | Ecuador       | 2019          | 21       | 2     |
| Barcelona S. C.         | Ecuador       | 2020          | 3        | 0     |
| Deportivo Cuenca        | Ecuador       | 2020          | 10       | 0     |
| Azuriz F. C.            | Brasil        | 2021          | 4        | 0     |
| Guayaquil City          | Ecuador       | 2021          | 11       | 0     |
| Mushuc Runa S. C.       | Ecuador       | 2022          | 10       | 0     |
| 9 de Octubre            | Ecuador       | 2023          | 16       | 0     |
| Unión Magdalena         | Colombia      | 2023          | 11       | 0     |
| El Nacional             | Ecuador       | 2024-act.     | 34       | 2     |
| Total carrera           | Total carrera | Total carrera | 186      | 10    |

### Participaciones internacionales
| Torneo                 | Club            | Resultado    |
| ---------------------- | --------------- | ------------ |
| Copa Sudamericana 2013 | Independiente   | Segunda fase |
| Copa Libertadores 2014 | Independiente   | Segunda fase |
| Copa Sudamericana 2014 | Independiente   | Segunda fase |
| Copa Libertadores 2015 | Independiente   | Primera fase |
| Copa Libertadores 2017 | Barcelona S. C. | Semifinales  |

## Palmarés

### Campeonatos provinciales
| Título                       | Club          | País    | Año  |
| ---------------------------- | ------------- | ------- | ---- |
| Segunda Categoría del Guayas | Toreros F. C. | Ecuador | 2016 |

### Campeonatos nacionales
| Título             | Club            | País    | Año  |
| ------------------ | --------------- | ------- | ---- |
| Serie A de Ecuador | Barcelona S. C. | Ecuador | 2020 |
| Copa Ecuador       | El Nacional     | Ecuador | 2024 |